# Gunderslev Sogn
Gunderslev Sogn er et sogn i Næstved Provsti (Roskilde Stift).
Gunderslev Sogn fra Øster Flakkebjerg Herred i Sorø Amt havde siden 1649 været anneks til Skelby Sogn, der hørte til Tybjerg Herred i Præstø Amt. Begge sogne dannede deres egen sognekommune. Ved kommunalreformen i 1970 blev Skelby indlemmet i Suså Kommune, og Gunderslev blev indlemmet i Fuglebjerg Kommune. Begge disse storkommuner indgik ved strukturreformen i 2007 i Næstved Kommune.
I Gunderslev Sogn ligger Gunderslev Kirke.
I sognet findes følgende autoriserede stednavne:
- Gunderslevholm (ejerlav, landbrugsejendom)
- Gunderslevlille (bebyggelse, ejerlav)
- Hejnholt (bebyggelse)
- Holløse (bebyggelse, ejerlav)
- Holløsegård (bebyggelse)
- Kirkeskov (bebyggelse)
- Krogrenden (bebyggelse)
- Rejnstrup (bebyggelse, ejerlav)
- Spenthøj (bebyggelse)
- Tvedevænge (areal)
- Øllemose (bebyggelse)